# توپ سرپر
توپ سرپُر به توپی می‌گویند که انتهای آن بسته باشد و ابتدا مواد منفجره و سپس گلوله در آن قرار گیرد.

## ابهام‌زدایی واژهٔ توپ (اسلحه)
توپ‌های سر پر در زبان فارسی در آغاز «توپ» نام گرفتند. با پیشرفت فناوری «توپ‌های سر پر» جای خود را به «تفنگ» (که گلوله به همراه مواد منفجره از انتها وارد لوله سلاح می‌شود) دادند.
ولی در زبان فارسی واژهٔ «توپ» کماکان برای توصیف تفنگ‌های با توان آتش بالاتر بازماند و تفنگ‌های با توان آتش پایین‌تر «تفنگ» نامیده شدند.
توپ در اصل اسلحه‌ای برای نابود کردن استحکامات دشمن و جدیدا برای نابودی سربازان و ادوات زرهی دشمن نیز استفاده می‌شود
با این همه، توپهای سر پر هنوز هم در ارتش‌های جهان به کار برده می‌شود که در زبان فارسی آن را خمپاره‌انداز می‌نامند.

### کاربرد امروزی این واژگان[نیازمند منبع]
- توپ : تفنگ‌های با توان آتش بالاتر
- تفنگ : تفنگ‌های با توان آتش پایین‌تر
- خمپاره انداز : توپهای سر پر